# Laëtitia Hubert
Pour les articles homonymes, voir Hubert.
Laëtitia Hubert (née le 23 juin 1974 à Paris), est une patineuse artistique française, deux fois championnes de France en 1998 et 1999. Elle eut une longue carrière de patinage artistique chez les amateurs. Dotée d'une glisse exceptionnelle, d'un caractère affirmé, mais d'une émotivité parfois excessive lors des grands championnats, elle dut en plus subir une multitude de blessures qui se succédèrent tout au long de sa carrière, accompagnés de plusieurs interventions chirurgicales (opération d'un kyste au pied droit en 1993, opération au genou en 1996, opération au péroné en 1999). Capable du pire comme du meilleur, Laëtitia Hubert n'a pas eu la carrière qu'on lui prédisait à ses débuts.

## Biographie

### Enfance
Laëtitia Hubert commence le patinage dès trois ans avec Danielle King à Paray-Vieille-Poste au sud-est de Paris. À cinq ans, elle entre en sport-études à l'école des enfants du spectacle au Collège Rognoni de Paris où les matins sont consacrés aux entraînements à la patinoire de Boulogne sous la houlette de Jacqueline Vaudecrane. À partir de dix ans, elle poursuit ses entraînements au club des Français volants de Bercy sous les conseils de Gilles Beyer. Elle obtient son premier grand titre en 1988, en devenant championne de France junior.

### Carrière sportive

#### Saison 1989/1990
La première saison d'importance pour Laëtitia Hubert est la saison 1989/1990. Elle participe pour la première fois au trophée lalique et prend la médaille de bronze. Elle monte également sur le podium de ses premiers championnats de France élites à Annecy à la 2e place, derrière la grande championne française de l'époque Surya Bonaly. Ainsi, dès sa première participation aux championnats de France Elites, elle est sélectionnée pour tous les grands championnats internationaux: 14e pour ses premiers championnats d'Europe à Léningrad, 6e pour ses premiers championnats du monde junior à Colorado Springs et 21e pour ses premiers championnats du monde de mars 1990 à Halifax. Cette première saison chez les "seniors" a été riche en événements sportifs pour Laëtitia.

#### Saison 1990/1991
Elle confirme ses résultats de l'année passée. 5e au Trophée Lalique, elle conserve sa médaille d'argent aux championnats de France de Reims et progresse dans la hiérarchie européenne aux championnats d'Europe de Sofia en prenant la 10e place. A Budapest pour les championnats du monde junior, elle reste à la 6e place. Seuls les championnats du monde de mars 1991 à Munich la voit régresser à la 26e position.

#### Saison 1991/1992
Saison riche en émotion. Laëtitia Hubert conserve pour la troisième année consécutive sa médaille d'argent aux championnats de France à Colombes. Aux championnats d'Europe à Lausanne, elle continue sa progression jusqu'à la 6e place européenne. La surprise va venir aux championnats du monde junior à Hull au Canada où elle va remporter la médaille d'or. Sélectionnée pour les Jeux olympiques d'hiver de 1992 qui se déroulent en France à Albertville, elle va réaliser un magnifique programme court qui va la placer à une inattendue 5e place provisoire. Elle va patiner son programme long avec le dernier groupe, celui des grandes championnes de l'époque telles que Kristi Yamaguchi, Midori Ito ou Nancy Kerrigan. Laëtitia Hubert va ainsi être propulsée devant la scène internationale olympique à l'âge de dix-sept ans et demi. On croit alors que la patineuse française est vouée à une grande carrière, pouvant rivaliser avec Surya Bonaly. Mais lors du programme long, passant la dernière et sans doute paralysée par l'enjeu, elle va chuter à plusieurs reprises et quitter la patinoire, à la fin de son programme, en larmes. Finalement elle redescend à la 12e place. Son entraîneur Gilles Beyer comprend alors que Laëtitia Hubert a un réel potentiel pour devenir une grande championne, mais également une grande fragilité psychologique qui risque de lui nuire dans les années futures. Le magazine Paris Match la surnommera d'ailleurs à l'époque « Cendrillon », en raison de caractère très émotif. Elle va réagir après cette contre-performance olympique lors des championnats du monde de mars 1992 à Oakland en prenant la 4e place mondiale, alors qu'elle était 26e la saison passée.

#### Saison 1992/1993
On attend une confirmation de ses résultats de la saison précédente. Elle commence bien en se classant 3e du Trophée Lalique, mais va perdre une place aux championnats de France à Grenoble en prenant la 3e place derrière Surya Bonaly et Marie-Pierre Leray. Cette position lui permet néanmoins de participer aux championnats d'Europe à Helsinki, mais victime d’une gastro-entérite et d’une chute sur le double Axel lors du programme court, où elle ne prend que la 16e place, elle est obligée d'abandonner la compétition avant le programme libre. Cette contre-performance ne lui permet pas ensuite de participer  aux championnats du monde de mars 1993 à Prague, car la France ne dispose à l'époque que de deux places pour ces championnats. De plus, Laëtitia Hubert va se faire opérer d'un kyste au pied droit en 1993, qui va lui poser de multiples problèmes lors des compétitions à venir. Parallèlement, elle suit sa scolarité à l'INSEP (Institut national du sport et de l'éducation physique), mais rate son baccalauréat littéraire.

#### Saison 1993/1994
Une nouvelle saison olympique s'ouvre grâce à l'alternance avec les jeux d'été. Elle effectue sa préparation olympique lors de la compétition pré olympique à Hamar en Norvège: elle ne prendra que la 11eme place avec seulement 2 triples sauts et une multitude d’erreurs lors du programme libre. En novembre, elle participe au traditionnel Trophée Lalique et s'y classe 6e, puis pour la première fois au Trophée NHK où elle prend une surprenante et décevante 11e place. Lors des championnats de France à Rouen, elle reste à la 3e marche du podium. Néanmoins, contrairement à la saison passée, les bons résultats des patineuses françaises permet à la France d'envoyer trois filles aux championnats d'Europe et du monde. Cela signifie que Laëtitia Hubert va pouvoir y participer. Elle se classe tout d'abord 11e des championnats d'Europe à Copenhague, puis 17e des Jeux olympiques d'hiver de 1994 à Lillehammer, ce qui constitue un moins bon résultat qu'à Albertville en 1992. Pire encore aux championnats du monde de mars 1994 à Chiba où elle n'arrive même pas à passer le cap des qualifications et doit se résigner à être 35e! Elle décide alors de changer d'entraîneur. Elle quitte Gilles Bayer pour Jean-Roland Racle. Finalement, le seul point positif de la saison fut sa réussite à baccalauréat littéraire en juin 1994.

#### Saison 1994/1995
Laëtitia Hubert obtient une belle médaille d'argent, en octobre, au Skate Canada. Aux championnats de France organisé à Rouen, elle conserve sa 3e place et se qualifie ainsi pour les championnats d'Europe de Dortmund où elle prend la 12e place. Elle fait son retour dans le top 10 mondial lors des championnats du monde de mars 1995 à Birmingham. 6e, elle efface son inexplicable 35e place de la saison précédente. Menant toujours de front ses études et sa carrière sportive, avec son baccalauréat en poche, elle commence des études de kinésithérapeute mais arrête rapidement. Elle obtient également le « brevet d'état d'entraîneur niveau 2 », qui lui servira plus tard quand elle décidera de passer entraîneur.

#### Saison 1995/1996
Laëtitia hubert est absente toute la saison, à la suite d'une accumulation de blessures et de douleurs physiques.

#### Saison 1996/1997
Elle commence la saison par deux interventions chirurgicales au genou en septembre et novembre 1996. Juste après sa deuxième opération, elle réussit miraculeusement à être présente aux championnats de France 1997 à Amiens en décembre 1996. Elle réussit même à se classer 4e. Cette position ne lui permet normalement pas d'être sélectionnée pour les championnats internationaux, mais la fédération en décide autrement. Elle se rend aux championnats d'Europe qui ont lieu à Paris et se classe 12e, puis aux championnats du monde de mars 1997 à Lausanne et retrouve le top 10 comme deux saisons plus tôt en se classant 6e mondiale.

#### Saison 1997/1998
Elle débute cette nouvelle saison olympique par les épreuves du grand-prix. Elle se rend en octobre à la Coupe des Nations en Allemagne mais rate complètement sa compétition et finit 11e et dernière. En novembre, elle se rattrape parfaitement en remportant le Trophée Lalique, devant la future championne olympique Tara Lipinski. Le 13 décembre 1997, pour la première fois, elle devient championne de France 1998 à Besançon devant Surya Bonaly qui visait un dixième titre national. Cette saison olympique commence très bien. Qualifiée pour la finale du grand-prix à Munich, le week-end après les championnats de France, elle doit déclarer forfait, à la suite d'une nouvelle blessure. Elle doit également déclarer forfait pour les championnats d'Europe de janvier 1998 à Milan. Elle revient pour les Jeux olympiques en février 1998 à Nagano, mais ne peut pas obtenir mieux qu'une 20e place. Ce n'est qu'aux championnats du monde de mars 1998 à Minneapolis qu'elle obtient son meilleur résultat mondial en se plaçant au pied du podium à la 4e place (comme pour les championnats du monde de 1992 à Oakland).

#### Saison 1998/1999
Laëtitia Hubert souhaite poursuivre sa carrière amateur. Elle commence sa saison par trois épreuves du grand-prix : en octobre au skate Canada (4e), puis en novembre au Trophée Lalique (5e) et à la Coupe de Russie (5e). En décembre, aux championnats de France à Lyon, elle conserve son titre national devant Vanessa Gusmeroli. Qualifiée pour les championnats d'Europe de janvier 1999 à Prague, elle doit déclarer forfait à cause de nouvelles blessures. Elle ne participera pas non plus aux championnats du monde de mars 1999 à Helsinki.

#### Saison 1999/2000
Laëtitia Hubert change d'entraîneur et de lieu d'entraînement. Elle signe au Paris Olympique Club à Champigny-sur-Marne sous la houlette d'Annick Gailhaguet. Elle se présente au Trophée Lalique en novembre, mais doit abandonner après le programme court. C'est alors qu'elle doit subir une nouvelle opération chirurgicale, cette fois-ci sur le péroné. Cette opération la condamne toute la saison. Elle ne peut donc pas défendre son titre national aux championnats de France de Courchevel. Elle reprend l'entraînement au début de l'année 2000, mais ne peut participer ni aux championnats d'Europe de janvier 2000 à Vienne ni aux championnats du monde de mars 2000 organisés en France à Nice.

#### Saison 2000/2001
Après deux saisons de blessures, Laëtitia Hubert revient sur le devant de la scène pour la saison 2000/2001. Elle se rend au Skate Canada (10e) et au Trophée Lalique (8e) en novembre où elle n'obtient que des places d'honneur. En décembre, elle ne peut pas reconquérir le titre national et doit se contenter de la médaille d'argent aux championnats de France de Briançon. Absente des championnats d'Europe à Bratislava, elle ne peut conquérir que la 17e place des championnats du monde de mars 2001 à Vancouver. Elle est loin de sa 4e place de 1998 à Minneapolis.

#### Saison 2001/2002
Elle entame sa quatrième saison olympique. Ce sera aussi sa dernière saison chez les amateurs. Elle se présente pour la dernière fois au Skate Canada en octobre et prend la 8e place. En novembre elle se classe également 8e pour son dernier Trophée Lalique. En décembre, elle conserve sa médaille d'argent aux championnats de France à Grenoble. Qualifiée pour les championnats d'Europe à Lausanne, elle retrouve le top 10 européen en prenant la 8e place. En février, elle participe à ses quatrièmes Jeux olympiques d'hiver à Salt Lake City, et se classe 15e, mieux qu'à Nagano et Lillehammer. Enfin, pour ses derniers championnats du monde, en mars 2002, à Nagano, elle termine sa carrière à la 12e place. Laëtitia fait ses adieux ensuite au patinage amateur lors des Masters Miko en avril 2002 avec un programme sur une chanson résumant sa carrière : Mes amis, mes amours, mes emmerdes de Charles Aznavour.

### Reconversion
Après ses adieux au patinage amateur, elle se tourne vers une carrière d'entraîneur. Elle prépare le concours de professorat de sport dès septembre 2002 à l'INSEP à Paris. Un an plus tard, en septembre 2003, elle devient entraîneur à la patinoire de la Halle olympique d'Albertville.
Elle est également spécialiste technique dans le nouveau système de jugement du patinage artistique et juge ainsi des compétitions.

## Palmarès
| Compétition                         | 1990    | 1991    | 1992    | 1993    | 1994    | 1995    | 1996    | 1997    | 1998    | 1999    | 2000    | 2001    | 2002    |  |
| Jeux olympiques d'hiver             |         |         | 12e     |         | 17e     |         |         |         | 20e     |         |         |         | 15e     |  |
| Championnats du monde               | 21e     | 26e     | 4e      |         | 35e     | 6e      |         | 6e      | 4e      | F       |         | 17e     | 12e     |  |
| Championnats d’Europe               | 14e     | 10e     | 6e      | A       | 11e     | 12e     |         | 12e     | F       | F       |         |         | 8e      |  |
| Championnats de France              | 2e      | 2e      | 2e      | 3e      | 3e      | 3e      | F       | 4e      | 1re     | 1re     | F       | 2e      | 2e      |  |
| Championnats du monde juniors       | 6e      | 6e      | 1re     |         |         |         |         |         |         |         |         |         |         |  |
|                                     |         |         |         |         |         |         |         |         |         |         |         |         |         |  |
| Grand Prix ISU                      | 1989/90 | 1990/91 | 1991/92 | 1992/93 | 1993/94 | 1994/95 | 1995/96 | 1996/97 | 1997/98 | 1998/99 | 1999/00 | 2000/01 | 2001/02 |  |
| Finale du Grand Prix                |         |         |         |         |         |         |         |         | F       |         |         |         |         |  |
| Skate America                       |         |         |         | 7e      |         |         |         |         |         |         |         |         |         |  |
| Skate Canada                        |         |         |         |         |         | 2e      |         |         |         | 4e      |         | 10e     | 8e      |  |
| Coupe d'Allemagne                   |         |         |         |         |         |         |         |         | 11e     |         |         |         |         |  |
| Trophée de France                   | 3e      | 5e      | 10e     | 3e      | 6e      |         |         |         | 1re     | 5e      | A       | 8e      | 5e      |  |
| Trophée NHK                         |         |         |         |         | 11e     |         |         |         |         |         |         |         |         |  |
| Légende : F = Forfait ; A = Abandon |         |         |         |         |         |         |         |         |         |         |         |         |         |  |